# Metti in circolo il tuo amore
Metti in circolo il tuo amore è un brano musicale scritto da Luciano Ligabue, estratto come secondo singolo dall'album Radiofreccia del 1998.

## Il brano
Freccia, il protagonista del film, non riesce a trovare le risposte che cerca e, spinto dalla moda del tempo, assume stupefacenti che gli saranno letali. La canzone è un'esortazione a "mettere in circolo" il proprio amore al posto di quelle sostanze.
Musicalmente costruito senza batteria, con un dobro usato per le percussioni; mentre il basso accompagna la melodia utilizzando l'effetto tremolo.

## Il video musicale
Diretto da Alessandra Pescetta.
- Videoclip ufficiale, su YouTube. URL consultato il 25 gennaio 2015.

Il videoclip è disponibile sul DVD del film Radiofreccia (Medusa, catalogo 8010020066483) e nelle raccolte, sempre in DVD, Secondo tempo del 2008 e Videoclip Collection del 2012, quest'ultima distribuita solo nelle edicole.

## Tracce
CD singolo promo (WEA Italiana, PRO 1134)
1. Metti in circolo il tuo amore – 3:46 (Luciano Ligabue)

## Formazione
- Luciano Ligabue - voce, chitarra resofonica

### La Banda
- Federico Poggipollini - chitarra
- Mel Previte - chitarra
- Antonio Righetti - basso

## Cover
Nel 2004 il brano è stato interpretato da Fiorella Mannoia e pubblicato nel suo CD singolo Metti in circolo il tuo amore/Señor, che anticipa l'album live Concerti.